# Brem (etenswaar)

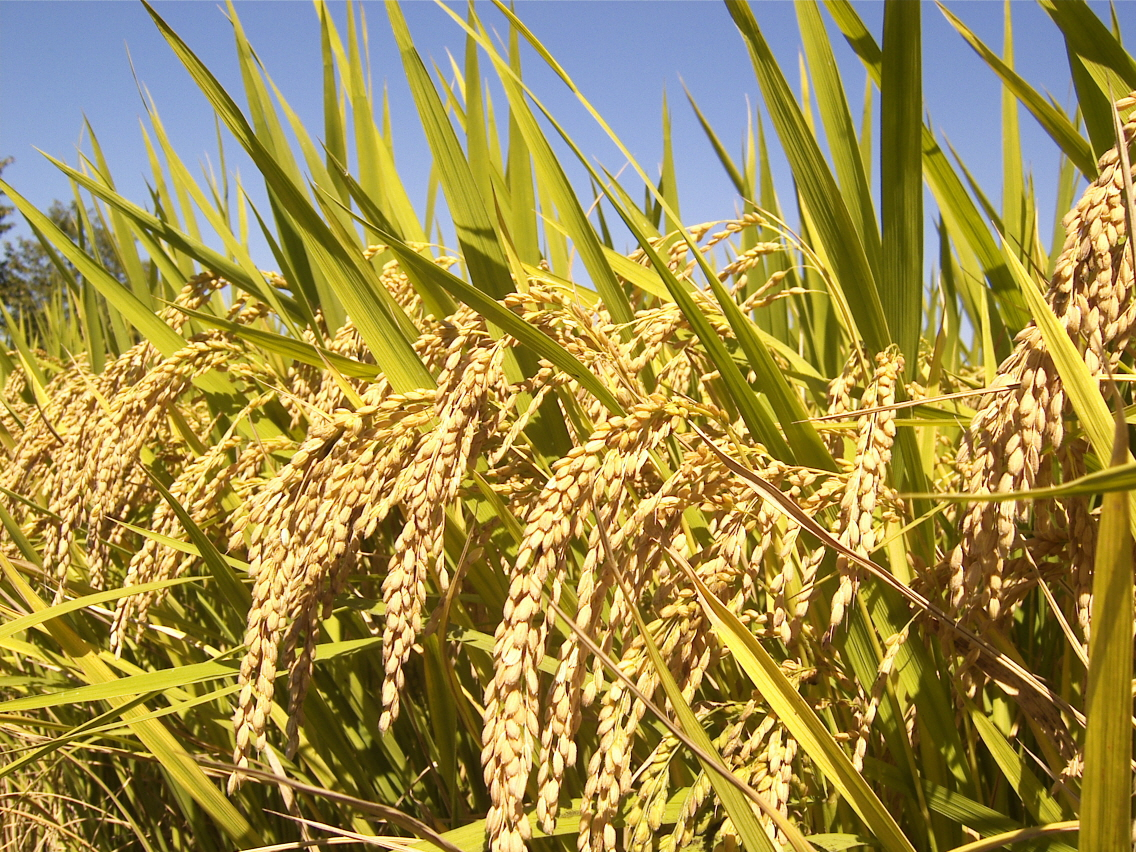
Brem wordt gemaakt van zoete rijst

Brem is een op traditionele wijze gefermenteerde alcoholische drank of voedsel uit Indonesië.
Er bestaan twee soorten brem: bremcake (vast), dat gewoonlijk gegeten wordt als een snack, afkomstig uit Madiun en Wonogiri, en een alcoholische drank, genaamd brem, die gemaakt wordt van rijstwijn uit Bali en Nusa Tenggara, maar voor het grootste gedeelte uit Bali.

## Beschrijving

### Vaste brem

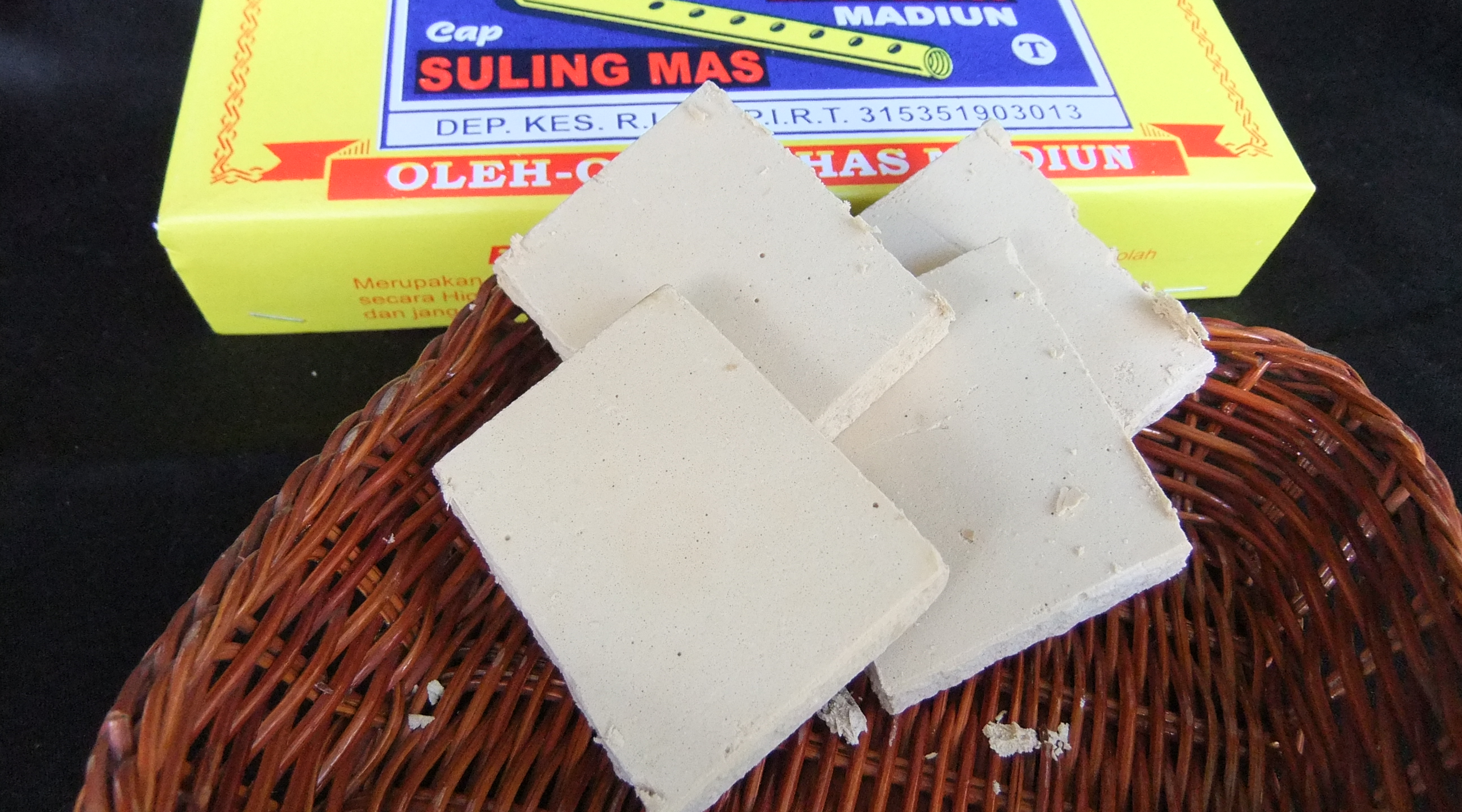
Vaste brem

Brem werd al in 1.000 na Christus op Java gegeten en gedronken; dit blijkt uit oude Javaanse inscripties en literatuur. De vaste brem wordt vaak gegeten en speelt een belangrijke rol bij bepaalde Hindoeïstische tempelceremonies; het wordt dan tetabuhan genoemd en gebruikt als offer om Buto Kala vreedzaam te stemmen. Brem kan wit of rood gekleurd zijn, afhankelijk van de percentages witte of zwarte zoete rijst (Oryza sativa), die gebruikt is. 
Indonesische gebruikers van vaste brem denken dat deze cake de bloedsomloop stimuleert. Er zijn aanwijzingen dat het dermatitis voorkomt, waarschijnlijk door de aanwezigheid van grote hoeveelheden vitamine B, die geproduceerd worden door micro-organismen. Het product wordt niet dagelijks gegeten. 

### Rijstwijn

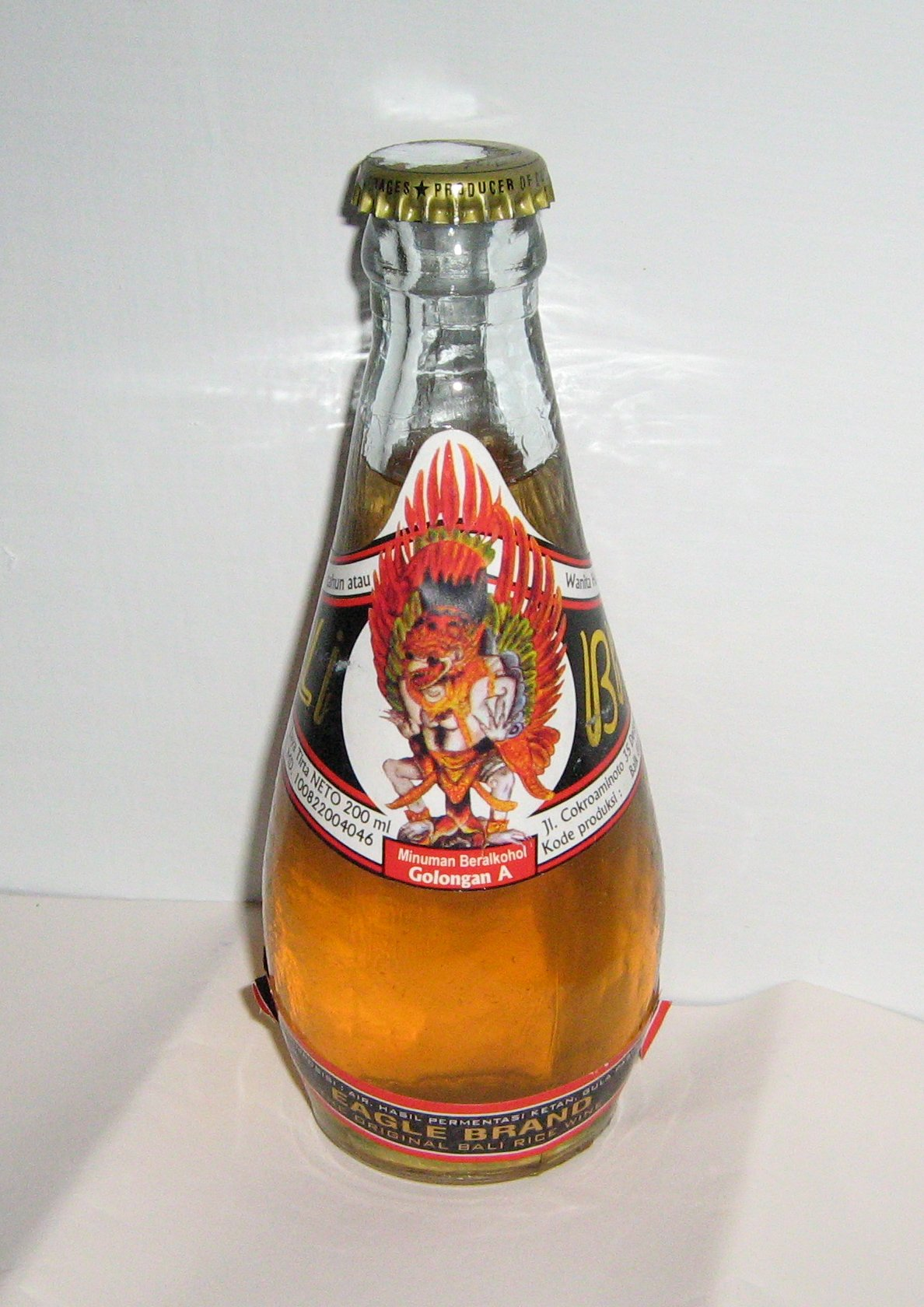
Indonesische rijstwijn

De vloeibare brem wordt gemaakt van de gefermenteerde massa zwart/witte glutenrijke rijst, die bekendstaat als ketan. De droge massa, bekend als ragi tape, wordt in vocht gedrenkt en gedroogd, gestoomd gedurende een uur en dan afgekoeld. De nu weer koude rijst wordt dan vermengd met de ragi tape, waarna een amylolitisch proces plaats kan vinden. Een honingachtige rijstsiroop druppelt naar de bodem van het vat; in de drie dagen die volgen verandert de zetmeel van de rijst in suiker en wordt er een gistculture aan toegevoegd, waardoor de alcoholische fermentatie begint. Deze duurt twee weken. De vloeibare brem is erg zoet tot minder zoet, maar toch licht zuur en het alcoholpercentage wisselt van 5% tot 14%.